# Gortyna
Gortyna (tiếng Hy Lạp: ?) là một khu tự quản ở vùng Kríti, Hy Lạp. Khu tự quản Gortyna có diện tích 465 km², dân số theo điều tra ngày 18 tháng 3 năm 2001 là 17423 người.